# Daniel Grivaz
Daniel Grivaz (* 10. Januar 1806 in Payerne; † 1. Februar 1881 ebenda) war ein Schweizer Politiker und Beamter. Von 1848 bis 1851 gehörte er dem Nationalrat an.

## Biografie
Er war der Sohn des Landwirts und Gemeinderats von Payerne Abraham Grivaz. Über sein frühes Leben und seine Ausbildung ist nichts bekannt. Politisch in Erscheinung trat er im Jahr 1839, als er in den Grossen Rat des Kantons Waadt gewählt wurde. Diesem gehörte er bis 1843 und erneut von 1845 bis 1851 an. Grivaz gehörte der radikalen Association patriotique an und stand Henri Druey nahe.
Im Februar 1845 beteiligte sich Grivaz in seiner Heimatregion aktiv an der Revolution gegen die Liberal-Konservativen. Von der neuen Regierung wurde er daraufhin zum Präfekt des Bezirks Payerne ernannt, dieses Amt übte er bis 1877 aus. Während des Sonderbundskriegs im November 1847 war er einer der drei eidgenössischen Kommissäre, die nach der Kapitulation Freiburgs dort vorübergehend die Regierungsgeschäfte leiteten. Im Oktober 1848 kandidierte Grivaz bei den ersten Nationalratswahlen und wurde im Wahlkreis Waadt-Nord gewählt. Drei Jahre später verzichtete er auf die Wiederwahl. 1861 war er Mitglied des Verfassungsrates, der eine neue Kantonsverfassung ausarbeitete.